# Homalomena striatieopetiolata
Homalomena striatieopetiolata är en kallaväxtart som beskrevs av Peter Charles Boyce och S.Y.Wong. Homalomena striatieopetiolata ingår i släktet Homalomena och familjen kallaväxter. Inga underarter finns listade.